# Fuscolachnum boreale
Fuscolachnum boreale är en svampart som först beskrevs av K. Holm & L. Holm, och fick sitt nu gällande namn av J.H. Haines 1989. Fuscolachnum boreale ingår i släktet Fuscolachnum och familjen Hyaloscyphaceae.  Arten är reproducerande i Sverige. Inga underarter finns listade i Catalogue of Life.